# Aporandria
Aporandria là một chi bướm đêm thuộc họ Geometridae.

## Các loài
- Aporandria specularia (Guenée, 1857)